# نور الدين سعدي
 نور الدين سعدي  (1950 الجزائر – 20 يوليو 2021 في الجزائر) هو لاعب ومدرب كرة قدم جزائري.

## وفاته
أُعلِن يوم الثلاثاء 20 يوليو 2021، عن وفاة نور الدين سعدي إثر مضاعفات فيروس كورونا. وأُجريت مراسيم الدفن يوم الأربعاء ببلدية بوزقن في ولاية تيزي وزو.